# Сабиони Чентро (Ровиго)
Сабиони Чентро је насеље у Италији у округу Ровиго, региону Венето.
Према процени из 2011. у насељу је живело 112 становника. Насеље се налази на надморској висини од 6 м.